# 金牛座22

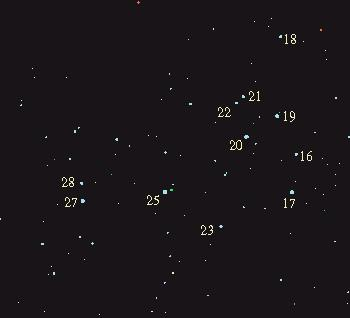
金牛座22

金牛座22是在疏散星團昴宿星團中構成昴宿三的雙星成員之一。 「金牛座22」是佛蘭斯蒂德命名法賦予的名稱。它位於黃道附近，因此會被月球遮蔽，發生月掩星的事件。這顆恆星的 視星等為6.43等，這接近肉眼可見恆星度的極限值。任何試圖以裸眼觀看這顆恆星的人都可能會把它與金牛座21看作是一顆視星等5.6等，形狀略微拉長的一顆恆星。根據 7.35 mas的年周視差，這顆恆星位於距離太陽444光年之處。它以+7 公里/秒的日心徑向速度遠離地球。
這是一顆普通的A型主序星，恆星分類為A0Vn。 後綴的「n」表示光譜由於快速旋轉而顯示「模糊」的吸收線。 高達232公里/秒的投影旋轉速度證實了這一點。這顆恆星從它的光球層輻射出的光度是太陽光度的60倍，表面有效溫度為11,817 K。